# Flemming Lund
Flemming Lund (født 6. oktober 1952) er en tidligere dansk landsholdsspiller i fodbold.
Han nåede at spille 20 landskampe og score 2 mål i perioden 1972-1979. Han er desuden også far til de danske ryttere Charlotte Lund og Tina Lund.
Flemming Lund debuterede allerede om 16-årig i 1969 for Danmarks U-19 landshold, og var blot 19 år, da han i 1972 fik debut på A-landsholdet. Samme år vandt han sølv med B 1903 og skiftede efterfølgende til den belgiske klub Royal Antwerp.
I både 1974 og 1975 opnåede Flemming Lund sammen med Royal Antwerp en andenplads i den belgiske liga. Og i 1975 tabte holdet med Flemming Lund på banen den belgiske pokalfinale med 0-1 til RSC Anderlecht.

I 1976 skiftede Flemming Lund til den tyske klub Rot-Weiss Essen, men da klubben sluttede sidst i Bundesligaen og rykkede ned, flyttede Flemming Lund til naboklubben Fortuna Düsseldorf. I 1978 var Flemming Lund med til at tabe den tyske pokalfinale til FC Köln, og året efter, i 1979, spillede han med i finalen om Pokalvindernes Europa Cup, hvor Fortuna Düsseldorf tabte 3-4 til FC Barcelona. En måned senere vandt Fortuna Düsseldorf den tyske pokalfinale med 1-0 over Hertha Berlin, men uden Flemming Lund på holdet.
Flemming Lund rejste samme sommer til USA, hvor han spillede i seks år både indendørs og udendørs fodbold for en lang række klubber. I 1980 blev han kåret til All Stars-holdet i Major Indoor Soccer League.